# Muskuł pneumatyczny

Muskuł pneumatyczny może kurczyć się i rozciągać

Muskuł pneumatyczny – rodzaj pneumatycznego siłownika jednostronnego działania. Jest to elastyczny przewód w oplocie, który pod wpływem ciśnienia zwiększa swoją objętość – zwiększa średnicę i zmniejsza długość, co jest wykorzystywane jako ruch roboczy. Urządzenie zostało wynalezione w latach 50. XX wieku do użytku w protezach kończyn.

## Zastosowanie
Mięśnie pneumatyczne są lekkie, ponieważ ich głównym elementem jest elastyczny przewód. Siła wywierana przez ten siłownik zależy nie tylko od ciśnienia, lecz także od stopnia napełnienia gazem, w jakim się znajdują. Jest to jedna z głównych wad tych urządzeń, gdyż modele matematyczne opisujące ich zachowanie są nieliniowe, co sprawia, że trudniej nimi sterować. Z drugiej jednak strony sterowanie jest precyzyjniejsze, logarytmiczna zależność ciśnienia i siły generowanej przez siłownik jest bardzo podobny do zależności występującej w biologicznym mięśniu, dzięki czemu łatwiej nim odwzorować działanie biologicznych mięśni np. w protezach. Dodatkowo przez zdolność gazu do kompresji, muskuły pneumatyczne umożliwiają częściowe amortyzowanie nadmiaru siły, co idzie za tym, pozwalają na precyzyjną pracę z np. delikatnymi przedmiotami.